# كازو (أميرة)
الأميرة كازو (和 宮 親子 親子 親王 親王 كازو نو ميا تشيكاكو نيشينى، 1 أغسطس 1846 - 2 سبتمبر 1877) (كازونوميا) زوجة شوغون توكوغاوا إييموتشي الرابعة عشرة. أعيدت تسميتها سيدة سيكانان-نو-ميا بعد أن أخذت اللون كأرملة. كانت العمة كبرى للإمبراطور أكيهيتو، الذي حكم من 1989-2019.

## سيرتها الذاتية
كان اسم ميلادها تشيكاكو. لقد كانت الابنة الثامنة والأصغر من الإمبراطور نينكو وله محظية ، هاشيموتو تسونكو ؛ - أعيدت تسميتها كانغيين (観 行 院) بعد أن أخذت اللوزتين. كانت أخت غير شقيقة الإمبراطور كومي.